# Lista de finais masculinas em simples do Torneio de Roland Garros

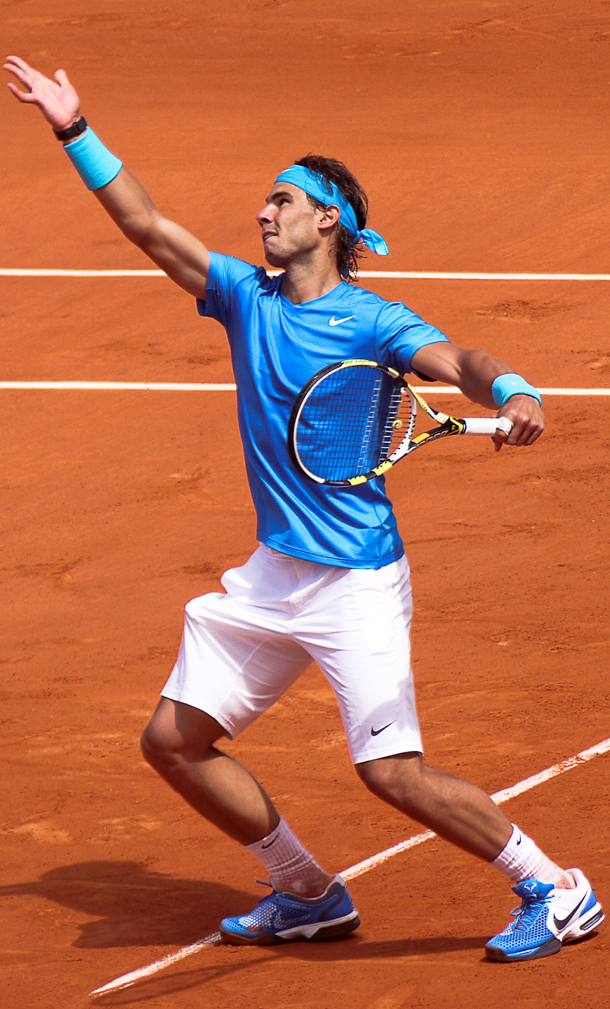
Rafael Nadal é o maior vencedor, com 14 títulos.

Esta é a lista de finais masculinas em simples do Torneio de Roland Garros.
O período 1891–1967 refere-se à era amadora. Disputado apenas por membros do clube francês, a fase nacional, até 1924, é chamada de French National Championship. O torneio se internacionaliza no ano seguinte, tornando-se o French Championships.
O French Open, a partir de 1968, refere-se à era profissional ou aberta.

## Por ano

### Era aberta
| Ano  | Campeão             | Vice-campeão        | Resultado                  | Piso |
| ---- | ------------------- | ------------------- | -------------------------- | ---- |
| 2025 | Carlos Alcaraz      | Jannik Sinner       | 4-6, 64-7, 6-4, 7-63, 7-62 |      |
| 2024 | Carlos Alcaraz      | Alexander Zverev    | 6–3, 2–6, 5–7, 6–1, 6–2    |      |
| 2023 | Novak Djokovic      | Casper Ruud         | 7–61, 6–3, 7–5             |      |
| 2022 | Rafael Nadal        | Casper Ruud         | 6–3, 6–3, 6–0              |      |
| 2021 | Novak Djokovic      | Stefanos Tsitsipas  | 66–7, 2–6, 6–3, 6–2, 6–4   |      |
| 2020 | Rafael Nadal        | Novak Djokovic      | 6–0, 6–2, 7–5              |      |
| 2019 | Rafael Nadal        | Dominic Thiem       | 6–3, 5–7, 6–1, 6–1         |      |
| 2018 | Rafael Nadal        | Dominic Thiem       | 6–4, 6–3, 6–2              |      |
| 2017 | Rafael Nadal        | Stan Wawrinka       | 6–2, 6–3, 6–1              |      |
| 2016 | Novak Djokovic      | Andy Murray         | 3–6, 6–1, 6–2, 6–4         |      |
| 2015 | Stan Wawrinka       | Novak Djokovic      | 4–6, 6–4, 6–3, 6–4         |      |
| 2014 | Rafael Nadal        | Novak Djokovic      | 3–6, 7–5, 6–2, 6–4         |      |
| 2013 | Rafael Nadal        | David Ferrer        | 6–3, 6–2, 6–3              |      |
| 2012 | Rafael Nadal        | Novak Djokovic      | 6–4, 6–3, 2–6, 7–5         |      |
| 2011 | Rafael Nadal        | Roger Federer       | 7–5, 7–6, 5–7, 6–1         |      |
| 2010 | Rafael Nadal        | Robin Soderling     | 6–4, 6–2, 6–4              |      |
| 2009 | Roger Federer       | Robin Soderling     | 6–1, 7–61, 6–4             |      |
| 2008 | Rafael Nadal        | Roger Federer       | 6–1, 6–3, 6–0              |      |
| 2007 | Rafael Nadal        | Roger Federer       | 6–3, 4–6, 6–4, 6–4         |      |
| 2006 | Rafael Nadal        | Roger Federer       | 1–6, 6–1, 6–4, 7–64        |      |
| 2005 | Rafael Nadal        | Mariano Puerta      | 66–7, 6–3, 6–1, 7–5        |      |
| 2004 | Gastón Gaudio       | Guillermo Coria     | 0–6, 3–6, 6–4, 6–1, 8–6    |      |
| 2003 | Juan Carlos Ferrero | Martin Verkerk      | 6–1, 6–3, 6–2              |      |
| 2002 | Albert Costa        | Juan Carlos Ferrero | 6–1, 6–0, 4–6, 6–3         |      |
| 2001 | Gustavo Kuerten     | Alex Corretja       | 36–7, 7–5, 6–2, 6–0        |      |
| 2000 | Gustavo Kuerten     | Magnus Norman       | 6–2, 6–3, 2–6, 7–66        |      |
| 1999 | Andre Agassi        | Andrei Medvedev     | 1–6, 2–6, 6–4, 6–3, 6–4    |      |
| 1998 | Carlos Moyá         | Alex Corretja       | 6–3, 7–5, 6–3              |      |
| 1997 | Gustavo Kuerten     | Sergi Bruguera      | 6–3, 6–4, 6–2              |      |
| 1996 | Evgeni Kafelnikov   | Michael Stich       | 7–6, 7–5, 7–6              |      |
| 1995 | Thomas Muster       | Michael Chang       | 7–5, 6–2, 6–4              |      |
| 1994 | Sergi Bruguera      | Alberto Berasategui | 6–3, 7–5, 2–6, 6–1         |      |
| 1993 | Sergi Bruguera      | Jim Courier         | 6–4, 2–6, 6–2, 3–6, 6–3    |      |
| 1992 | Jim Courier         | Petr Korda          | 7–5, 6–2, 6–1              |      |
| 1991 | Jim Courier         | Andre Agassi        | 3–6, 6–4, 2–6, 6–1, 6–4    |      |
| 1990 | Andrés Gómez        | Andre Agassi        | 6–3, 2–6, 6–4, 6–4         |      |
| 1989 | Michael Chang       | Stefan Edberg       | 6–1, 3–6, 4–6, 6–4, 6–2    |      |
| 1988 | Mats Wilander       | Henri Leconte       | 7–5, 6–2, 6–1              |      |
| 1987 | Ivan Lendl          | Mats Wilander       | 7–5, 6–2, 3–6, 7–6         |      |
| 1986 | Ivan Lendl          | Mikael Pernfors     | 6–3, 6–2, 6–4              |      |
| 1985 | Mats Wilander       | Ivan Lendl          | 3–6, 6–4, 6–2, 6–2         |      |
| 1984 | Ivan Lendl          | John McEnroe        | 3–6, 2–6, 6–4, 7–5, 7–5    |      |
| 1983 | Yannick Noah        | Mats Wilander       | 6–2, 7–5, 7–6              |      |
| 1982 | Mats Wilander       | Guillermo Vilas     | 1–6, 7–6, 6–0, 6–4         |      |
| 1981 | Björn Borg          | Ivan Lendl          | 6–1, 4–6, 6–2, 3–6, 6–1    |      |
| 1980 | Björn Borg          | Vitas Gerulaitis    | 6–4, 6–1, 6–2              |      |
| 1979 | Björn Borg          | Víctor Pecci        | 6–3, 6–1, 6–7, 6–4         |      |
| 1978 | Björn Borg          | Guillermo Vilas     | 6–1, 6–1, 6–3              |      |
| 1977 | Guillermo Vilas     | Brian Gottfried     | 6–0, 6–3, 6–0              |      |
| 1976 | Adriano Panatta     | Harold Solomon      | 6–1, 6–4, 4–6, 7–6         |      |
| 1975 | Björn Borg          | Guillermo Vilas     | 6–2, 6–3, 6–4              |      |
| 1974 | Björn Borg          | Manuel Orantes      | 6–7, 6–0, 6–1, 6–1         |      |
| 1973 | Ilie Năstase        | Niki Pilic          | 6–3, 6–3, 6–0              |      |
| 1972 | Andrés Gimeno       | Patrick Proisy      | 4–6, 6–3, 6–1, 6–1         |      |
| 1971 | Jan Kodeš           | Ilie Năstase        | 8–6, 6–2, 2–6, 7–5         |      |
| 1970 | Jan Kodeš           | Zeljko Franulovic   | 6–2, 6–4, 6–0              |      |
| 1969 | Rod Laver           | Ken Rosewall        | 6–4, 6–3, 6–4              |      |
| 1968 | Ken Rosewall        | Rod Laver           | 6–3, 6–1, 2–6, 6–2         |      |

### Era amadora
| Ano                                                                        | Campeão              | Vice-campeão          | Resultado                | Piso |
| -------------------------------------------------------------------------- | -------------------- | --------------------- | ------------------------ | ---- |
| 1967                                                                       | Roy Emerson          | Tony Roche            | 6–1, 6–4, 2–6, 6–2       |      |
| 1966                                                                       | Tony Roche           | István Gulyás         | 6–1, 6–4, 7–5            |      |
| 1965                                                                       | Fred Stolle          | Tony Roche            | 3–6, 6–0, 6–2, 6–3       |      |
| 1964                                                                       | Manuel Santana       | Nicola Pietrangeli    | 6–3, 6–1, 4–6, 7–5       |      |
| 1963                                                                       | Roy Emerson          | Pierre Darmon         | 3–6, 6–1, 6–4, 6–4       |      |
| 1962                                                                       | Rod Laver            | Roy Emerson           | 3–6, 2–6, 6–3, 9–7, 6–2  |      |
| 1961                                                                       | Manuel Santana       | Nicola Pietrangeli    | 4–6, 6–1, 3–6, 6–0, 6–2  |      |
| 1960                                                                       | Nicola Pietrangeli   | Luis Ayala            | 3–6, 6–3, 6–4, 4–6, 6–3  |      |
| 1959                                                                       | Nicola Pietrangeli   | Ian Vermaak           | 3–6, 6–3, 6–4, 6–1       |      |
| 1958                                                                       | Mervyn Rose          | Luis Ayala            | 6–3, 6–4, 6–4            |      |
| 1957                                                                       | Sven Davidson        | Herbert Flam          | 6–3, 6–4, 6–4            |      |
| 1956                                                                       | Lew Hoad             | Sven Davidson         | 6–4, 8–6, 6–3            |      |
| 1955                                                                       | Tony Trabert         | Sven Davidson         | 2–6, 6–1, 6–4, 6–2       |      |
| 1954                                                                       | Tony Trabert         | Art Larsen            | 6–4, 7–5, 6–1            |      |
| 1953                                                                       | Ken Rosewall         | Vic Seixas            | 6–3, 6–4, 1–6, 6–2       |      |
| 1952                                                                       | Jaroslav Drobný      | Frank Sedgman         | 6–2, 6–0, 3–6, 6–4       |      |
| 1951                                                                       | Jaroslav Drobný      | Eric Sturgess         | 6–3, 6–3, 6–3            |      |
| 1950                                                                       | Budge Patty          | Jaroslav Drobný       | 6–1, 6–2, 3–6, 5–7, 7–5  |      |
| 1949                                                                       | Frank Parker         | Budge Patty           | 6–3, 1–6, 6–1, 6–4       |      |
| 1948                                                                       | Frank Parker         | Jaroslav Drobný       | 6–4, 7–5, 5–7, 8–6       |      |
| 1947                                                                       | József Asbóth        | Eric Sturgess         | 8–6, 7–5, 6–4            |      |
| 1946                                                                       | Marcel Bernard       | Jaroslav Drobný       | 3–6, 2–6, 6–1, 6–4, 6–3  |      |
| 1945                                                                       | Yvon Petra ‡‡        | Bernard Destremau     | 7–5, 6–4, 6–2            |      |
| 1944                                                                       | Yvon Petra ‡‡        | Henri Cochet          |                          |      |
| 1943                                                                       | Yvon Petra ‡‡        | Henri Cochet          |                          |      |
| 1942                                                                       | Bernard Destremau ‡‡ | Marcel Bernard        |                          |      |
| 1941                                                                       | Bernard Destremau ‡‡ | Henri Cochet          | 8–6, 6–2                 |      |
| Torneio não realizado em 1940, devido à Segunda Guerra Mundial.            |                      |                       |                          |      |
| 1939                                                                       | Don McNeill          | Bobby Riggs           | 7–5, 6–0, 6–3            |      |
| 1938                                                                       | Don Budge            | Roderich Menzel       | 6–3, 6–2, 6–4            |      |
| 1937                                                                       | Henner Henkel        | Henry Austin          | 6–1, 6–4, 6–3            |      |
| 1936                                                                       | Gottfried von Cramm  | Fred Perry            | 6–0, 2–6, 6–2, 2–6, 6–0  |      |
| 1935                                                                       | Fred Perry           | Gottfried von Cramm   | 6–3, 3–6, 6–1, 6–3       |      |
| 1934                                                                       | Gottfried von Cramm  | Jack Crawford         | 6–4, 7–9, 3–6, 7–5, 6–3  |      |
| 1933                                                                       | Jack Crawford        | Henri Cochet          | 8–6, 6–1, 6–3            |      |
| 1932                                                                       | Henri Cochet         | Giorgio de Stefani    | 6–0, 6–4, 4–6, 6–3       |      |
| 1931                                                                       | Jean Borotra         | Christian Boussus     | 2–6, 6–4, 7–5, 6–4       |      |
| 1930                                                                       | Henri Cochet         | Bill Tilden           | 3–6, 8–6, 6–3, 6–1       |      |
| 1929                                                                       | René Lacoste         | Jean Borotra          | 6–3, 2–6, 6–0, 2–6, 8–6  |      |
| 1928                                                                       | Henri Cochet         | René Lacoste          | 5–7, 6–3, 6–1, 6–3       |      |
| 1927                                                                       | René Lacoste         | Bill Tilden           | 6–4, 4–6, 5–7, 6–3, 11–9 |      |
| 1926                                                                       | Henri Cochet         | René Lacoste          | 6–2, 6–4, 6–3            |      |
| 1925                                                                       | René Lacoste         | Jean Borotra          | 7–5, 6–1, 6–4            |      |
| 1924                                                                       | Jean Borotra ‡       | René Lacoste          | 7–5, 6–4, 0–6, 5–7, 6–2  |      |
| 1923                                                                       | François Blanchy ‡   | Max Decugis           | 1–6, 6–2, 6–0, 6–2       |      |
| 1922                                                                       | Henri Cochet ‡       | Jean Samazeuilh       | 8–6, 6–3, 7–5            |      |
| 1921                                                                       | Jean Samazeuilh ‡    | André Gobert          | 6–3, 6–3, 2–6, 7–5       |      |
| 1920                                                                       | André Gobert ‡       | Max Decugis           | 6–3, 3–6, 1–6, 6–2, 6–3  |      |
| Torneio não realizado entre 1915 e 1919, devido à Primeira Guerra Mundial. |                      |                       |                          |      |
| 1914                                                                       | Max Decugis ‡        | Jean Samazeuilh       | 3–6, 6–1, 6–4, 6–4       |      |
| 1913                                                                       | Max Decugis ‡        | Georges Gault         | —                        |      |
| 1912                                                                       | Max Decugis ‡        | André Gobert          | —                        |      |
| 1911                                                                       | André Gobert ‡       | Maurice Germot        | 6–1, 8–6, 7–5            |      |
| 1910                                                                       | Maurice Germot ‡     | François Blanchy      | 6–1, 6–3, 4–6, 6–3       |      |
| 1909                                                                       | Max Decugis ‡        | Maurice Germot        | 3–6, 2–6, 6–4, 6–4, 6–4  |      |
| 1908                                                                       | Max Decugis ‡        | Maurice Germot        | 6–2, 6–1, 3–6, 10–8      |      |
| 1907                                                                       | Max Decugis ‡        | Robert Wallet         | —                        |      |
| 1906                                                                       | Maurice Germot ‡     | Max Decugis           | 5–7, 6–3, 6–4, 1–6, 6–3  |      |
| 1905                                                                       | Maurice Germot ‡     | André Vacherot        | —                        |      |
| 1904                                                                       | Max Decugis ‡        | André Vacherot        | 6–1, 9–7, 6–8, 6–1       |      |
| 1903                                                                       | Max Decugis ‡        | André Vacherot        | 6–3, 6–2                 |      |
| 1902                                                                       | Michel Vacherot ‡    | Max Decugis           | 6–4, 6–2                 |      |
| 1901                                                                       | André Vacherot ‡     | Paul Lebreton         | —                        |      |
| 1900                                                                       | Paul Aymé ‡          | André Prévost         | 6–3, 6–0                 |      |
| 1899                                                                       | Paul Aymé ‡          | Paul Lebreton         | 9–7, 3–6, 6–3            |      |
| 1898                                                                       | Paul Aymé ‡          | Paul Lebreton         | 5–7, 6–1, 6–2            |      |
| 1897                                                                       | Paul Aymé ‡          | Franck N. Wardan      | 4–6, 6–4, 6–2            |      |
| 1896                                                                       | André Vacherot ‡     | Gérard Brosselin      | 6–1, 7–5                 |      |
| 1895                                                                       | André Vacherot ‡     | Laurent Riboulet      | 9–7, 6–2                 |      |
| 1894                                                                       | André Vacherot ‡     | Gérard Brosselin      | 1–6, 6–3, 6–3            |      |
| 1893                                                                       | Laurent Riboulet ‡   | Jean Schopfer         | 6–3, 6–3                 |      |
| 1892                                                                       | Jean Schopfer ‡      | Francis Louis Fassitt | 6–2, 1–6, 6–2            |      |
| 1891                                                                       | H. Briggs ‡          | P. Baigneres          | 6–3, 6–4                 |      |

Pisos: 
      Duro 
      Saibro 
      Grama 
      Carpete 
| Legenda |
| ‡ Edição reservada a jogadores franceses ou residentes em França. Não reconhecido como Torneio do Grand Slam pela Federação Internacional de Tênis.                                              |
| ‡‡ Torneio não realizado entre 1940 e 1945, devido à Segunda Guerra Mundial. Não reconhecido como Torneio do Grand Slam pela Federação Internacional de Tênis. Para mais, veja Tornoi de France. |

## Estatísticas

### Campeões
|   | Recorde                                               |
| * | Não reconhecido pela Federação Internacional de Tênis |

| Jogador             | Total | Era aberta | Anos                                                                               |
| ------------------- | ----- | ---------- | ---------------------------------------------------------------------------------- |
| Rafael Nadal        | 14    | 14         | 2005, 2006, 2007, 2008, 2010, 2011, 2012, 2013, 2014, 2017, 2018, 2019, 2020, 2022 |
| Max Decugis         | 8     | 0          | 1903*, 1904*, 1907*, 1908*, 1909*, 1912*, 1913*, 1914*                             |
| Björn Borg          | 6     | 6          | 1974, 1975, 1978, 1979, 1980, 1981                                                 |
| Henri Cochet        | 5     | 0          | 1922*, 1926, 1928, 1930, 1932                                                      |
| Paul Aymé           | 4     | 0          | 1897*, 1898*, 1899*, 1900*                                                         |
| André Vacherot      | 4     | 0          | 1894*, 1895*, 1896*, 1901*                                                         |
| Maurice Germot      | 3     | 0          | 1905*, 1906*, 1910*                                                                |
| René Lacoste        | 3     | 0          | 1925, 1927, 1929                                                                   |
| Yvon Petra          | 3     | 0          | 1943*, 1944*, 1945*                                                                |
| Ivan Lendl          | 3     | 3          | 1984, 1986, 1987                                                                   |
| Mats Wilander       | 3     | 3          | 1982, 1985, 1988                                                                   |
| Gustavo Kuerten     | 3     | 3          | 1997, 2000, 2001                                                                   |
| Novak Djokovic      | 3     | 3          | 2016, 2021, 2023                                                                   |
| Carlos Alcaraz      | 2     | 2          | 2024, 2025                                                                         |
| André Gobert        | 2     | 0          | 1911*, 1920*                                                                       |
| Jean Borotra        | 2     | 0          | 1924*, 1931                                                                        |
| Gottfried von Cramm | 2     | 0          | 1934, 1936                                                                         |
| Bernard Destremau   | 2     | 0          | 1941*, 1942*                                                                       |
| Frank Parker        | 2     | 0          | 1948, 1949                                                                         |
| Jaroslav Drobný     | 2     | 0          | 1951, 1952                                                                         |
| Tony Trabert        | 2     | 0          | 1954, 1955                                                                         |
| Nicola Pietrangeli  | 2     | 0          | 1959, 1960                                                                         |
| Manuel Santana      | 2     | 0          | 1961, 1964                                                                         |
| Roy Emerson         | 2     | 0          | 1963, 1967                                                                         |
| Ken Rosewall        | 2     | 1          | 1953, 1968                                                                         |
| Rod Laver           | 2     | 1          | 1962, 1969                                                                         |
| Jan Kodeš           | 2     | 2          | 1970, 1971                                                                         |
| Jim Courier         | 2     | 2          | 1991, 1992                                                                         |
| Sergi Bruguera      | 2     | 2          | 1993, 1994                                                                         |
| H. Briggs           | 1     | 0          | 1891*                                                                              |
| Jean Schopfer       | 1     | 0          | 1892*                                                                              |
| Laurent Riboulet    | 1     | 0          | 1893*                                                                              |
| Michel Vacherot     | 1     | 0          | 1902*                                                                              |
| Jean Samazeuilh     | 1     | 0          | 1921*                                                                              |
| François Blanchy    | 1     | 0          | 1923*                                                                              |
| Jack Crawford       | 1     | 0          | 1933                                                                               |
| Fred Perry          | 1     | 0          | 1935                                                                               |
| Henner Henkel       | 1     | 0          | 1937                                                                               |
| Don Budge           | 1     | 0          | 1938                                                                               |
| Don McNeill         | 1     | 0          | 1939                                                                               |
| Marcel Bernard      | 1     | 0          | 1946                                                                               |
| József Asbóth       | 1     | 0          | 1947                                                                               |
| Budge Patty         | 1     | 0          | 1950                                                                               |
| Lew Hoad            | 1     | 0          | 1956                                                                               |
| Sven Davidson       | 1     | 0          | 1957                                                                               |
| Mervyn Rose         | 1     | 0          | 1958                                                                               |
| Fred Stolle         | 1     | 0          | 1965                                                                               |
| Tony Roche          | 1     | 0          | 1966                                                                               |
| Andrés Gimeno       | 1     | 1          | 1972                                                                               |
| Ilie Năstase        | 1     | 1          | 1973                                                                               |
| Adriano Panatta     | 1     | 1          | 1976                                                                               |
| Guilhermo Vilas     | 1     | 1          | 1977                                                                               |
| Yannick Noah        | 1     | 1          | 1983                                                                               |
| Michael Chang       | 1     | 1          | 1989                                                                               |
| Andrés Gómez        | 1     | 1          | 1990                                                                               |
| Thomas Muster       | 1     | 1          | 1995                                                                               |
| Yevgeny Kafelnikov  | 1     | 1          | 1996                                                                               |
| Carlos Moyá         | 1     | 1          | 1998                                                                               |
| Andre Agassi        | 1     | 1          | 1999                                                                               |
| Albert Costa        | 1     | 1          | 2002                                                                               |
| Juan Carlos Ferrero | 1     | 1          | 2003                                                                               |
| Gastón Gaudio       | 1     | 1          | 2004                                                                               |
| Roger Federer       | 1     | 1          | 2009                                                                               |
| Stanislas Wawrinka  | 1     | 1          | 2015                                                                               |

### Campeões por país
|  | Recorde      |
|  | País Extinto |

| País           | Total | Era aberta |
| -------------- | ----- | ---------- |
| França         | 43    | 1          |
| Espanha        | 24    | 22         |
| Estados Unidos | 11    | 4          |
| Austrália      | 11    | 2          |
| Suécia         | 10    | 9          |
| Checoslováquia | 5     | 5          |
| Brasil         | 3     | 3          |
| Sérvia         | 3     | 3          |
| Alemanha       | 3     | 0          |
| Argentina      | 2     | 2          |
| Suíça          | 2     | 2          |
| Egito          | 2     | 0          |
| Grã-Bretanha   | 2     | 0          |
| Áustria        | 1     | 1          |
| Equador        | 1     | 1          |
| Roménia        | 1     | 1          |
| Rússia         | 1     | 1          |
| Hungria        | 1     | 0          |